# Dürrbach (Neckar)
Der Dürrbach  ist ein etwa 4,5 km langer, westlicher und linker Zufluss des Neckars in der baden-württembergischen Landeshauptstadt Stuttgart.

## Geographie

### Verlauf
Der Dürrbach entsteht nördlich des Frauenkopfs auf einer Höhe von ca. 389 m ü. NHN. Von dort fließt er zunächst Richtung Osten, später nach Südosten durch einen Waldbestand. Auf diese Strecke nimmt er zahlreiche kleinere Waldbäche auf, die ihm aus Klingen am Frauenkopf-Nordhang zufließen. Am Allmendhäusle verlässt der Bach den geschlossenen Wald und fließt durch eine von Obst- und Weinbau bestimmte Offenlandschaft am Ortsrand von Rohracker entlang. Hier bildet er auch teilweise die Gemarkungsgrenze zwischen Rohracker und Hedelfingen.
Östlich von Rohracker fließt ihm von rechts und Westen der Tiefenbach zu, der im AWGN aufgrund der längeren Fließstrecke als Hauptstrang geführt wird.
Der Lauf des Dürrbachs verläuft ab dem Zusammenfluss mit dem Tiefenbach in Richtung Westen, zunächst am Ortsrand, später durch die Ortschaft Hedelfingen. Vor dem Kreisverkehr Rohrackerstraße/Heumadener Straße nimmt er von rechts und Süden den Katzenbach auf und fließt dann bis zu seiner Mündung in den Neckar verdolt unter der Rohrackerstraße und den Otto-Hirsch-Brücken.
Der Bach mündet unterhalb der Otto-Hirsch-Brücken auf einer Höhe von 224 m ü. NHN von links und Westen in den Neckar.
Der 4,5 km lange Lauf des Wettebachs endet 132 Höhenmeter unterhalb seiner Quelle, er hat somit ein mittleres Sohlgefälle von etwa 30 ‰.

### Einzugsgebiet
Das Einzugsgebiet ist rund 11,7 km² groß und gehört naturräumlich gesehen größtenteils zur Stuttgarter Bucht. Sein mit 483 m ü. NHN höchster Punkt liegt im Westen auf dem Bopser beim Stuttgarter Fernsehturm. Es grenzt im Norden an die Einzugsgebiete von Nesenbach und Klingenbach und im Süden an die Einzugsgebiete von Kleinhohenheimer Bach und Auener Bach, die über das System der Körsch zum Neckar entwässern. Im Osten grenzen die Einzugsgebiete von Mühlbach und dem Neckar selbst an.

### Zuflüsse und Seen

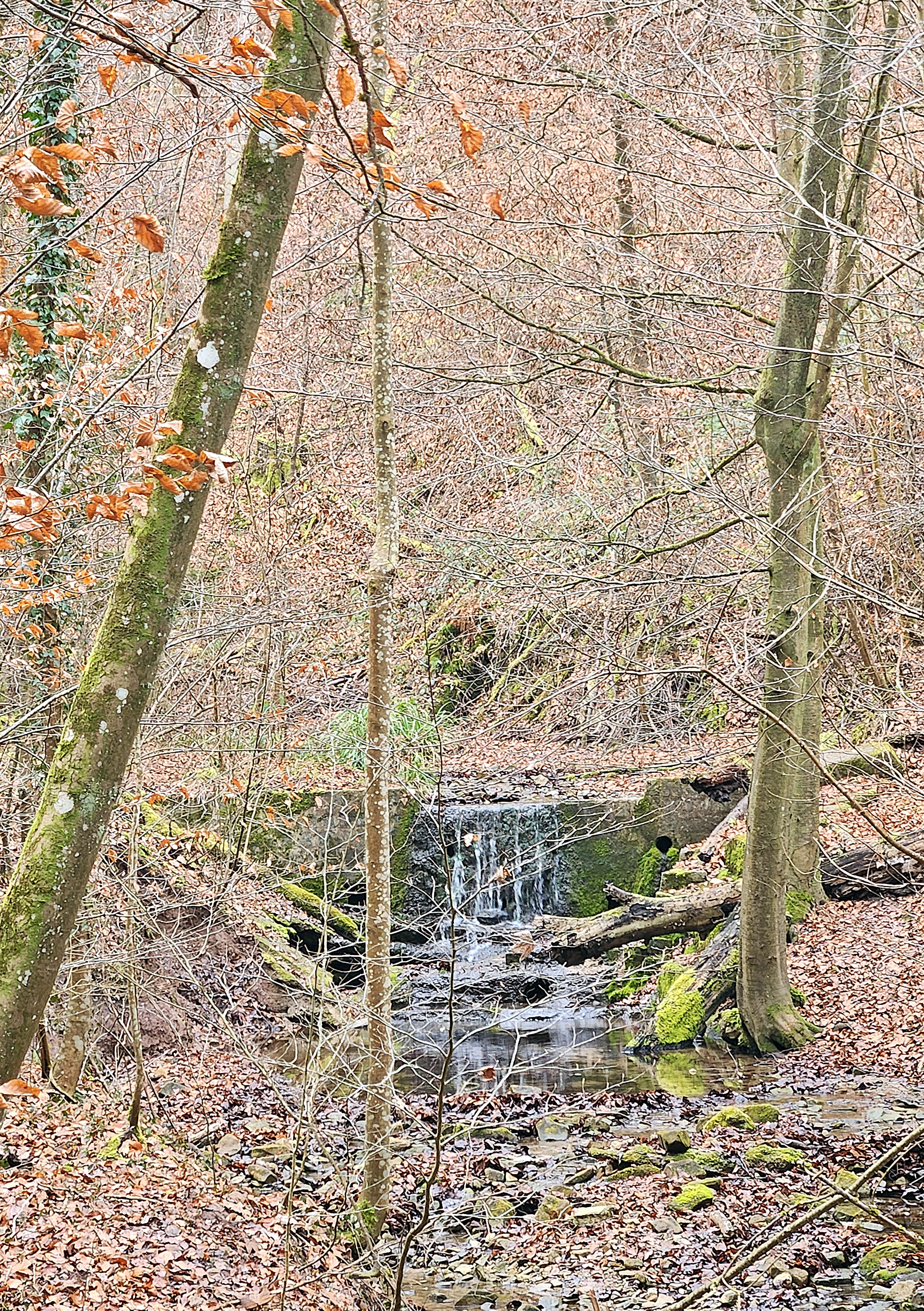
Zufluss Katzenbach

Liste der Zuflüsse und  Seen von der Quelle zur Mündung. Gewässerlänge, Seefläche, Einzugsgebiet und Höhe nach den entsprechenden Layern auf der Onlinekarte der LUBW. Andere Quellen für die Angaben sind vermerkt.
- zahlreiche namenlose Waldbäche am Nordhang des Frauenkopfs
- Durchfließt auf etwa 316 m ü. NHN einen Stauweiher im Gewann Ziegler, 0,15 ha.
- weitere namenlose Waldbäche von Frauenkopf-Nordosthang
- Tiefenbach ca. 3,4 km.[LUBW 9] und ca. 3,8 km². Entsteht auf etwa 467 m ü. NHN am Bopser.
  - Fuchsklinge, von rechts und Südwesten auf 305 m ü. NHN, 0,9 km und ca. 0,7 km². Entsteht auf etwa 395 m ü. NHN im Silberwald.
  - Jaiserklinge,  von links und Norden auf 282 m ü. NHN, 0,6 km. Entsteht auf etwa 371 m ü. NHN östlich des Stadtteils Frauenkopf.
  - Bußbach , von rechts und Süden auf 287 m ü. NHN, 1,5 km und ca. 2 km². Entsteht auf etwa 369 m ü. NHN im Mahdenwald.
- Katzenbach , von rechts und Süden auf 237 m ü. NHN, 2,4 km und ca. 2,5 km². Entsteht auf etwa 410 m ü. NHN am Ortsrand von Heumaden.
  - Heiligenbach , von links und Westen auf 271 m ü. NHN, 0,5 km. Entsteht auf etwa 367 m ü. NHN an der Mannsperger Straße.

## Naturschutz
Der Oberlauf von Dürrbach und Tiefenbach fließt durch das Landschaftsschutzgebiet Frauenkopf-Dürrbach und das FFH-Gebiet Glemswald und Stuttgarter Bucht. Das Landschaftsschutzgebiet Sillenbuch-Heumaden wird vom Dürrbach teilweise randlich durchflossen, der Tiefenbach und seine Zuflüsse fließen auf längen Abschnitten durch das Gebiet. Die Jaiserklinge ist als flächenhaftes Naturdenkmal ausgewiesen.

### LUBW
Amtliche Online-Gewässerkarte mit passendem Ausschnitt und den hier benutzten Layern: Lauf und Einzugsgebiet des Wettebachs

Allgemeiner Einstieg ohne Voreinstellungen und Layer: Daten- und Kartendienst der Landesanstalt für Umwelt Baden-Württemberg (LUBW) (Hinweise)
1. 1 2  Höhe nach Abfrage über WPS-Prozess.
2. ↑  Länge nach dem Layer Gewässernetz (AWGN) Summiert aus länge des Oberlaufstrangs Dürrbach mit dem Unterlauf ab dem Zusammenfluss von Dürrbach und Tiefenbach.
3. ↑  Einzugsgebiet nach dem Layer Basiseinzugsgebiet (AWGN).
4. ↑  Höhe nach schwarzer Beschriftung auf dem Hintergrundlayer Topographische Karte.
5. ↑  Länge nach dem Layer Gewässernetz (AWGN).
6. ↑  Seefläche nach dem Layer Stehende Gewässer.
7. ↑  Einzugsgebiet abgemessen auf dem Hintergrundlayer Topographische Karte.
8. ↑  Höhe nach dem Höhenlinienbild auf dem Hintergrundlayer Topographische Karte.
9. ↑  Länge abgemessen auf dem Hintergrundlayer Topographische Karte.

### Andere Belege
1. ↑  Friedrich Huttenlocher: Geographische Landesaufnahme: Die naturräumlichen Einheiten auf Blatt 178 Sigmaringen. Bundesanstalt für Landeskunde, Bad Godesberg 1959. → Online-Karte (PDF; 4,3 MB)